# リトル・マエストラ
『リトル・マエストラ』とは、2013年2月1日に公開の日本映画である。全国公開に先立ち、2012年12月1日から石川県で先行公開された。
石川県志賀町福浦や石川県金沢市を舞台にした作品で、原作はいずみ♡組が著した漫画であり、脚本は坂口理子が務めた。監督は、角川日本映画エンジェル大賞受賞作品『チェスト!』の監督雑賀俊郎が務めた。本作品は、上海国際映画祭2013　日本映画週間上映作品に選ばれた。また、撮影では石川県立音楽堂が使われ、オーケストラとともに演奏された。また、YouTubeにて、予告トレーラーが公式配信されている。

## あらすじ
日本海に面した小さな港町。過疎化や高齢化などで町は寂れていく中、町民の楽しみであるアマチュアオーケストラが存在していたが、老指揮者である吉川が急死した事により町の補助が打ち切られ解散の危機に直面する。そんな中、メンバーの1人で音大出身の三村みどりは吉川の生前に孫娘・美咲は自分譲りの天才指揮者だと聞かされていたことを思い出し、彼女を呼び寄せることでオケの立て直しを図るべくメンバーの期待を背負い彼女を迎えにいく。だが、実際の美咲は何1つ楽器が満足に弾けない茶髪で派手好きな落ちこぼれ女子高生だった。吉川の話とは大きく食い違い愕然とするみどりだが、町の期待を裏切れないみどりは美咲を「天才少女指揮者」に仕立てるも、ある日オケの練習場・事務局がある漁協の倉庫にかかってきた美咲が通う高校のブラスバンド部員からの電話がきっかけで美咲の正体が明らかになってしまう。
一方でオケのメンバーたちも家族や仕事などさまざまな問題を抱えていた。
やがて音楽とは何であるか、指揮者とはどうあるべきかに気付いた美咲。そんな彼女とメンバーが紆余曲折を経て、お互いに成長していく姿を描く。
　

## キャスト
吉川美咲
演 - 有村架純
急逝した吉川先生の孫娘。両親も亡くしている。吉川先生は、ジュリアード音楽院で有名な先生に師事している天才少女指揮者だと話していた。しかし、実は高校のブラスバンド部の指揮者で、茶髪のヤンキー娘だった。みどりの話を聞いて、町へ来る道中のトラックの中で黒髪の清楚な女子高生に化け天才指揮者のふりを始める。
三村みどり
演 - 釈由美子
第一バイオリン、コンサートミストレス。断れない性格で、指揮者不在の危機にリトルマエストラを迎えに行くことに。優しい性格で、美咲の我が儘に手を焼きながらも面倒を見ている。
荒沢源次
演 - 蟹江敬三
トロンボーン奏者。漁師であるが、そろそろ潮時かも知れないと考え始めている。
井坂洋子
演 - 筒井真理子
定食屋。海鮮丼には定評がある。
井坂沙希
演 - 藤井美菜
洋子の娘で、寂れた町に愛想を尽かして出ていくことを考えている。
大野岩雄
演 - 篠井英介
トランペット奏者。源次と凸凹コンビ。
大野正也
演 - 上遠野太洸
岩雄の孫。チェロ奏者。高校生でバスケ部の幽霊部員だが、一度で良いから試合に出て全力で走り回ってみたいと思っている。
荒沢勝
演 - 松本利夫(EXILE)
　源次の息子。漁師を継がずにトラック運転手として働いており、町にはほとんどいない。みどりに頼まれてリトル・マエストラを迎えに行った。
湊川辰次（タツ爺）
演 - 前田吟
ティンパニー奏者。耳が遠くて、人の話をしばしば聞き返す。
マエストロ・オルフェンシュタイン
演 - 井上道義（オーケストラ・アンサンブル金沢 音楽監督）
谷口博
演 - 小倉久寛
吉川
演 - 沼田爆
美咲の祖父。オーケストラの指揮者。若い頃には将来を嘱望された指揮者。オルフェンシュタインに師事していたが、耳を病んでしまって断念したらしい。
練習中に腰を痛めてしまい、入院するも、そのまま急死。
その他の出演者
演 - 掛田誠、天蝶二、北川忠明、塚田誉、谷川恵一 等

## 制作スタッフ
- 監督 - 雑賀俊郎
- 原作 - いずみ♡組
- 脚本 - 坂口理子
- プロデューサー - 藤田修、大塚馨、砂塚隆広
- 撮影 - 百束尚浩
- 照明 - 高崎信
- 録音 - 田中博信
- 美術 - 篠田公史
- 編集 - 小原聡子
- 音楽 - 歌里涼
- 音楽プロデューサー - 平山広幸
- 指揮指導 - 松下京介
- 音楽コーディネーター - 濱口典子
- 製作 - 「リトル・マエストラ」製作委員会（北國新聞社、富山新聞社、サーフ・エンターテイメント、ケー・エイチ・キャピタル）
- 制作 - 大風、スタジオブルー

## 撮影協力
- 助成 - 文化芸術振興費助成金
- 支援 - 志賀町ロケ支援委員会
- 後援 - 石川県、志賀町、金沢市、全国石川県県人会連合会、石川県人会
- 協賛 - 北陸電力株式会社
- 推薦 - 公益社団法人日本オーケストラ連盟、日本指揮者協会、英国エルガー協会、日本エルガー協会
- 協力
  - オーケストラ・アンサンブル金沢（前述にもあるように、OEK音楽監督の井上道義がキャストとして参加した。）
  - 金沢フィルムコミッション
  - ヤマハ株式会社
- 配給宣伝 - アルゴ・ピクチャーズ

## 主題歌
- moumoon「うつくしい人」